# 304-es főút (Magyarország)
A 304-es számú főút egy másodrendű besorolású főút amely az M30-as autópálya és Miskolc-dél között helyezkedik el, hossza 3,5 km, sávok száma 2x1. Érinti Miskolc déli városrészét, leágazása van Szirmához és Martinkertvároshoz körforgalom formájában. Az út vége az M30-as autópálya Miskolc-dél lehajtójánál van.

## Története
2004 és 2005 között építették Miskolc déli városrészének és a 3-as főút Miskolc átmenő szakaszának tehermentesítésére és a M30-as autópályára való vezetésére. 2005 végén adták át a forgalomnak.